# لیه پولوس-مولر
لیه پولوس-مولر (انگلیسی: Leah Poulos-Mueller؛ زادهٔ october ۵, ۱۹۵۱ (۷۳ سال)) اسکیت‌باز سرعت اهل ایالات متحده آمریکا است.